# Hurt/Personal Jesus
Hurt/Personal Jesus è un singolo del cantautore statunitense Johnny Cash, pubblicato nel 2002 come unico estratto dall'album in studio American IV: The Man Comes Around.

## Descrizione
Il singolo comprende le cover di Hurt dei Nine Inch Nails e Personal Jesus dei Depeche Mode reinterpretate da Cash in chiave acustica. 
Questa versione di Hurt è stata inserita alla posizione 15 nella lista dei 100 migliori brani musicali degli anni 2000 stilata dalla rivista Rolling Stone, oltre che al quindicesimo posto della classifica "150 Best Tracks of the Past 15 Years" stilata da NME nel 2011.
Personal Jesus ha invece visto la partecipazione dei chitarristi John Frusciante e Mike Campbell, membri rispettivamente di Red Hot Chili Peppers e Tom Petty and the Heartbreakers.

## Video musicale
Per il brano Hurt venne realizzato un video diretto da Mark Romanek che alterna immagini della vita di Cash. Il video vinse il Grammy Award al miglior videoclip nel 2004 e nel luglio 2011 è stato definito come il miglior video musicale di sempre dalla rivista NME.
Il video ricevette 6 candidature agli MTV Video Music Awards 2003, ma vinse solo quello per la miglior fotografia. Grazie al video, Johnny Cash divenne l'artista più vecchio ad aver ricevuto una nomination agli MTV Video Music Awards. Justin Timberlake, che quell'anno si aggiudicò il premio come miglior video di un artista maschile con Cry Me a River, nel suo discorso di ringraziamento disse che il premio avrebbe dovuto essere assegnato a Cash.

## Tracce
1. Hurt – 3:38 (Trent Reznor) – originariamente interpretata dai Nine Inch Nails
2. Personal Jesus – 3:21 (Martin Gore) – originariamente interpretata dai Depeche Mode
3. Wichita Lineman – 3:06 (Jimmy Webb) – originariamente interpretata da Glen Campbell
4. Hurt (Video)

## Formazione
Hanno partecipato alle registrazioni, secondo le note di copertina di American IV: The Man Comes Around:
Musicisti
- Johnny Cash – voce
- Mike Campbell – chitarra acustica (traccia 1)
- Smokey Hormel – chitarra acustica (traccia 1), slide guitar (traccia 2), vibrafono (traccia 3)
- Benmont Tench – pianoforte, organo e mellotron (traccia 1)
- John Frusciante – chitarra acustica (traccia 2)
- Billy Preston – pianoforte (traccia 2)
- Randy Scruggs – chitarra acustica (traccia 3)
- Roger Manning Jr. – tastiera (traccia 3)

Produzione
- Rick Rubin – produzione
- John Carter Cash – coproduzione, ingegneria del suono aggiuntiva
- David Ferguson – registrazione, missaggio
- Thom Russo – ingegneria del suono aggiuntiva
- Andrew Scheps – ingegneria del suono aggiuntiva
- Chuck Turner – ingegneria del suono aggiuntiva
- Vlado Meller – mastering